# الفائز لا يأخذ شيئا (مجموعة قصصية)
«الفائز لا يأخذ شيئًا» (بالإنجليزية Winner Take Nothing) هي مجموعة قصصية للكاتب الأمريكي ارنست هيمنجواي نشرت عام 1933، وهي المجموعة القصصية الثالثة والأخيرة، ونشرت بعد أربعة سنوات من نشر رواية «وداعًا للسلاح» عام 1929، وبعد سنة من نشر كتابه الذي يتحدث عن مصارعة الثيران «موت في الظهيرة» عام (1932).

## المحتويات
يحتوي المجلد على هذه القصص:
- بعد العاصفة
- مكان نظيف جيد الإضاءة
- منارة الدنيا
- تقلب البحر
- طريق لن تبلغها أبدًا
- والدة ملكة
- قارئ يكتب
- تحية إلى سويسرا
- انتظار ليوم واحد
- التاريخ الطبيعي للموتى
- آباء وأبناء

نشرت «الفائز لا يأخذ شيئًا» في 27 أكتوبر عام 1933 من خلال دار النشر «سكريبنير» واحتوت الطبعة الأولى على قرابة 20,000 نسخة،  وعندما أًُعيد نشرها عام 1977 أُُضيفت ثلاث قصص اضافية للمجلد هي:
- حياة فرانسيس ماكومبر القصيرة السعيدة.
- عاصمة العالم.
- رجل عجوز عند الجسر.

## وصلات خارجية
- «الفائز لا يأخذ شيئًا» على Good Readers
- «الفائز لا يأخذ شيئًا»، نيويورك تايمز
- «الفائز لا يأخذ شيئًا» - الموسوعة الأدبية